# Felix zu Schwarzenberg
Felix Ludwig Johann Nepomuk Friedrich Fürst zu Schwarzenberg (ur. 2 października 1800 w Českým Krumlovie, zm. 5 kwietnia 1852 w Wiedniu) – austriacki arystokrata, dyplomata, polityk i wojskowy, premier i minister spraw zagranicznych kraju.

## Życiorys
Urodził się w książęcej rodzinie Józefa (1769–1833) i Pauliny von Arenberg (1774–1810).
21 kwietnia 1843 został mianowany na stopień generała majora, a 18 lipca 1848 – marszałka polnego porucznika. Od 1849 do śmierci był szefem Czeskiego Pułku Piechoty Nr 21.
Po krótkiej karierze wojskowej został dyplomatą. Jego karierę wspierał Klemens Lothar von Metternich. Był ambasadorem Austrii kolejno w: Petersburgu, Londynie, Paryżu, Turynie i do roku 1848 w Neapolu. Doprowadził do abdykacji upośledzonego umysłowo cesarza Ferdynanda I i przejęcia władzy przez Franciszka Józefa I. W latach 1848–1852 był premierem i ministrem spraw zagranicznych Cesarstwa.